# Yukichi Fukuzawa
Yukichi Fukuzawa (jap. 福沢 諭吉 Fukuzawa Yukichi) (ur. 12 grudnia 1834 w Osace, zm. 3 lutego 1901 w Tokio) – japoński pisarz, pedagog, tłumacz, przedsiębiorca i politolog. Założył Uniwersytet Keiō w dzielnicy Tsukiji, w Tokio. Jego poglądy na temat władzy i instytucji publicznych wywarły wpływ na przemiany zachodzące w gwałtownie zmieniającej się Japonii w okresie Meiji. Został uznany za jednego z najbardziej wpływowych myślicieli japońskich i współtwórców współczesnej Japonii. Jest nazywany japońskim Wolterem lub Benjaminem Franklinem. Jego portret jest umieszczony na banknocie o najwyższym nominale 10 000 jenów (ok. 302 PLN wg kursu z lipca 2015 r.).

## Młodość

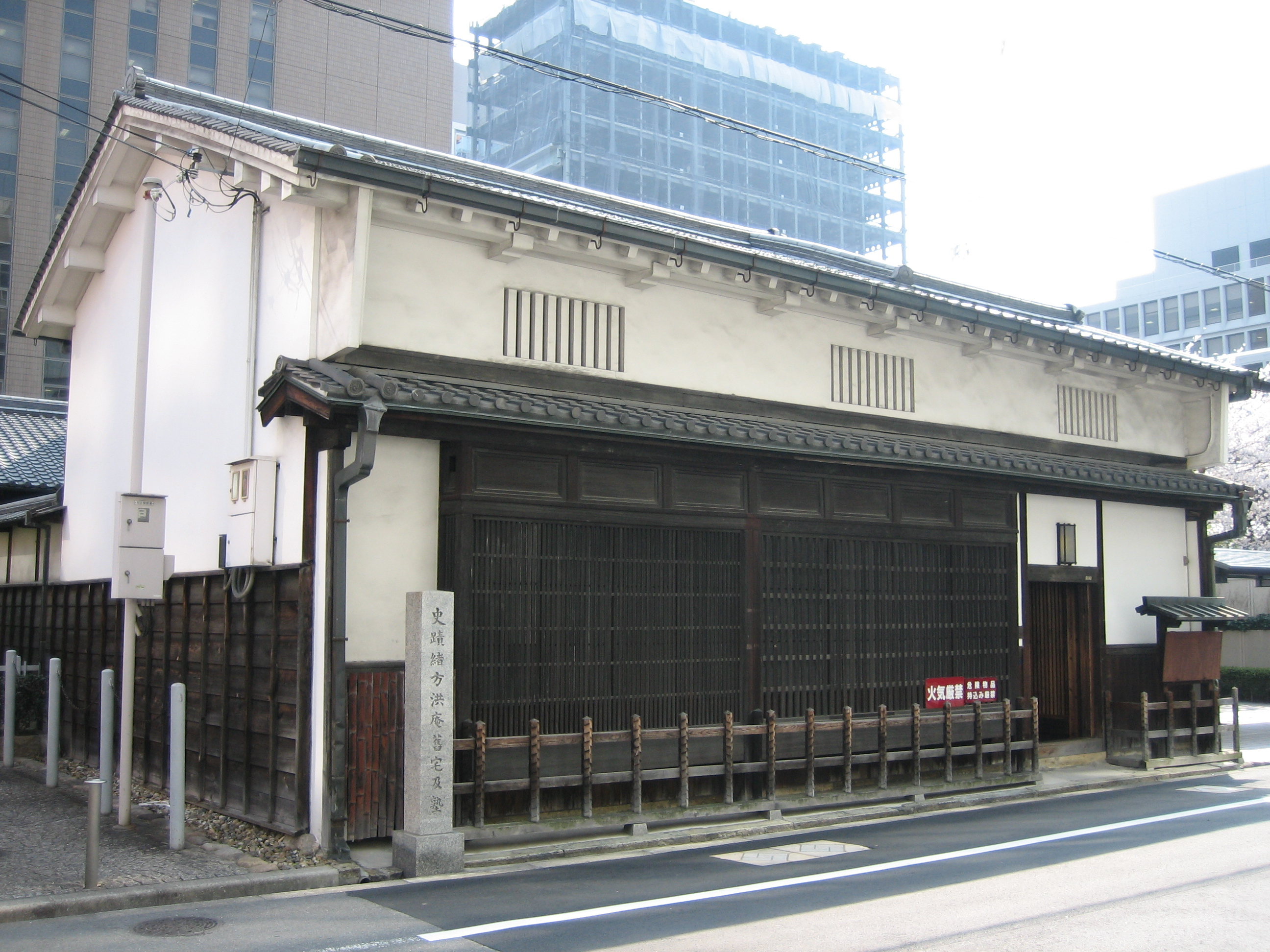
Tekijuku (stan obecny)

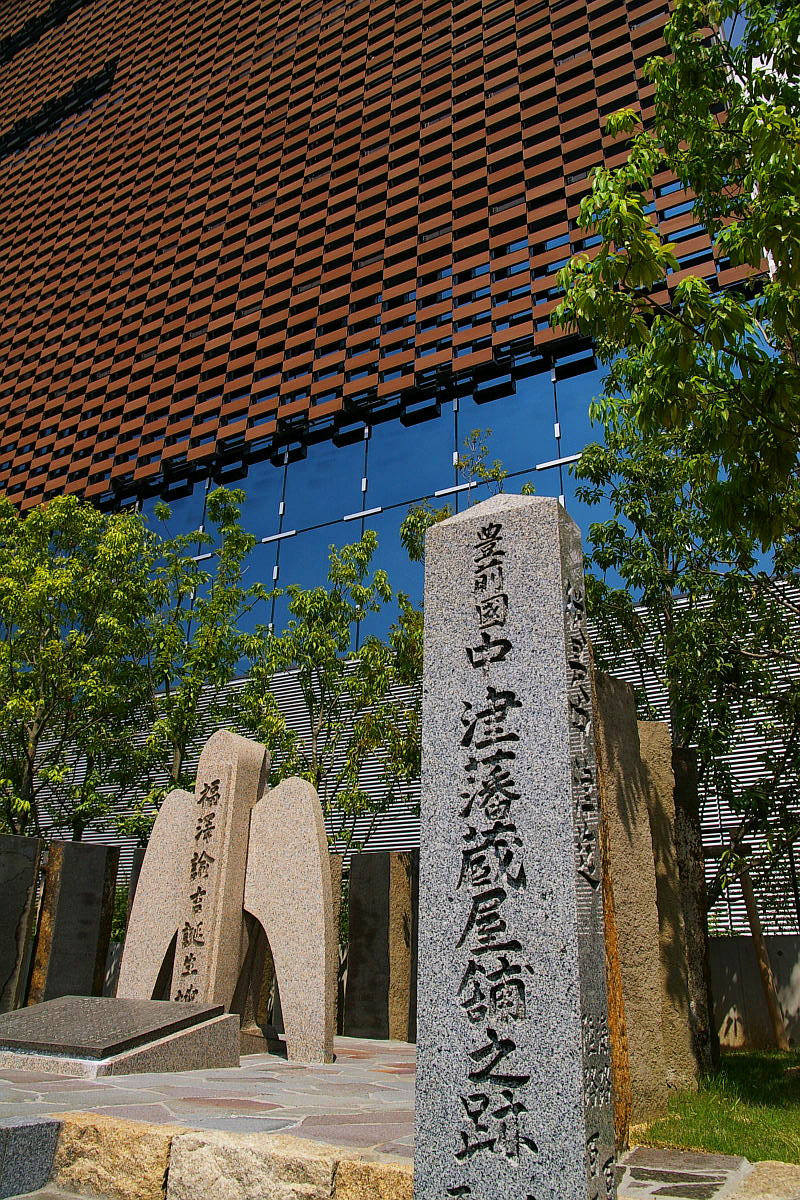
Pomnik upamiętniający istnienie magazynów należących do hanu Nakatsu w Hotaru-machi, dzielnicy Osaki. Jest to miejsce urodzin Yukichiego Fukuzawy

Fukuzawa urodził się w zubożałej rodzinie samurajów. Jego ojciec, Hyakusuke Fukuzawa, należał do klanu Okudaira w domenie Nakatsu (obecnie prefektura Ōita) na wyspie Kiusiu. Matka, o imieniu O-Jun, była najstarszą córką Hamaemona Hashimoto, innego samuraja tego samego klanu.
W wieku czternastu lat wstąpił do szkoły studiów holenderskich (rangaku – poznawanie wiedzy Zachodu, w okresie Edo, poprzez naukę języka holenderskiego). W 1853 r., krótko po przybyciu komandora Matthew Perry’ego, brat Fukuzawy (głowa rodziny) zlecił mu podróż do Nagasaki, gdzie znajdowała się holenderska faktoria na wyspie Dejima. Nakazał Yukichiemu nauczyć się języka holenderskiego, aby mógł studiować europejskie techniki wojskowe.
Jednakże jego pobyt w Nagasaki był krótkotrwały. Szybko zaczął przyćmiewać swojego gospodarza, Ikiego Okudairę. Okudaira zaplanował pozbyć się Fukuzawy, pisząc fałszywy list o chorobie jego matki. Fukuzawa, odkrywając fałszerstwo, zaplanował podróż do Edo i kontynuację studiów tam, bo wiedział, że prawdopodobnie nie będzie mógł pozostać w rodzinnej domenie – Nakatsu. Jednak po powrocie do Osaki jego brat nakłonił go do pozostania i zapisania się do szkoły o nazwie Tekijuku w Senba (Osaka), założonej w 1838 r. i prowadzonej przez Kōana Ogatę, lekarza i znawcę medycyny zachodniej. Fukuzawa uczył się tam przez trzy lata i w pełni opanował język holenderski. W 1858 r. został oficjalnie mianowany na nauczyciela holenderskiego w rodzinnej domenie i został wysłany do Edo, żeby nauczać rodzinnych wasali.
W następnym roku Japonia otworzyła trzy porty dla amerykańskich i europejskich statków. Fukuzawa, zainteresowany zachodnią cywilizacją, pojechał do Kanagawy, żeby je zobaczyć. Po przybyciu odkrył, że w rzeczywistości większość europejskich kupców mówi po angielsku, a nie holendersku. Rozpoczął wtedy naukę angielskiego, jednak w owym czasie ciężko było znaleźć tłumaczy japońsko-angielskich, a słowniki nie istniały, więc jego nauka szła powoli.
Ród Tokugawa zadecydował o wysłaniu posłów w imieniu sioguna do Stanów Zjednoczonych. Fukuzawa zgłosił się jako ochotnik do admirała Yoshitake Kimury. Jego statek przybył do San Francisco w 1860 r. Delegacja pozostała w mieście miesiąc. W tym czasie Fukuzawa zrobił sobie zdjęcie z Amerykanką, które jest jednym z najbardziej znanych zdjęć historycznych Japonii. Znalazł również słownik, od którego rozpoczął naukę angielskiego.

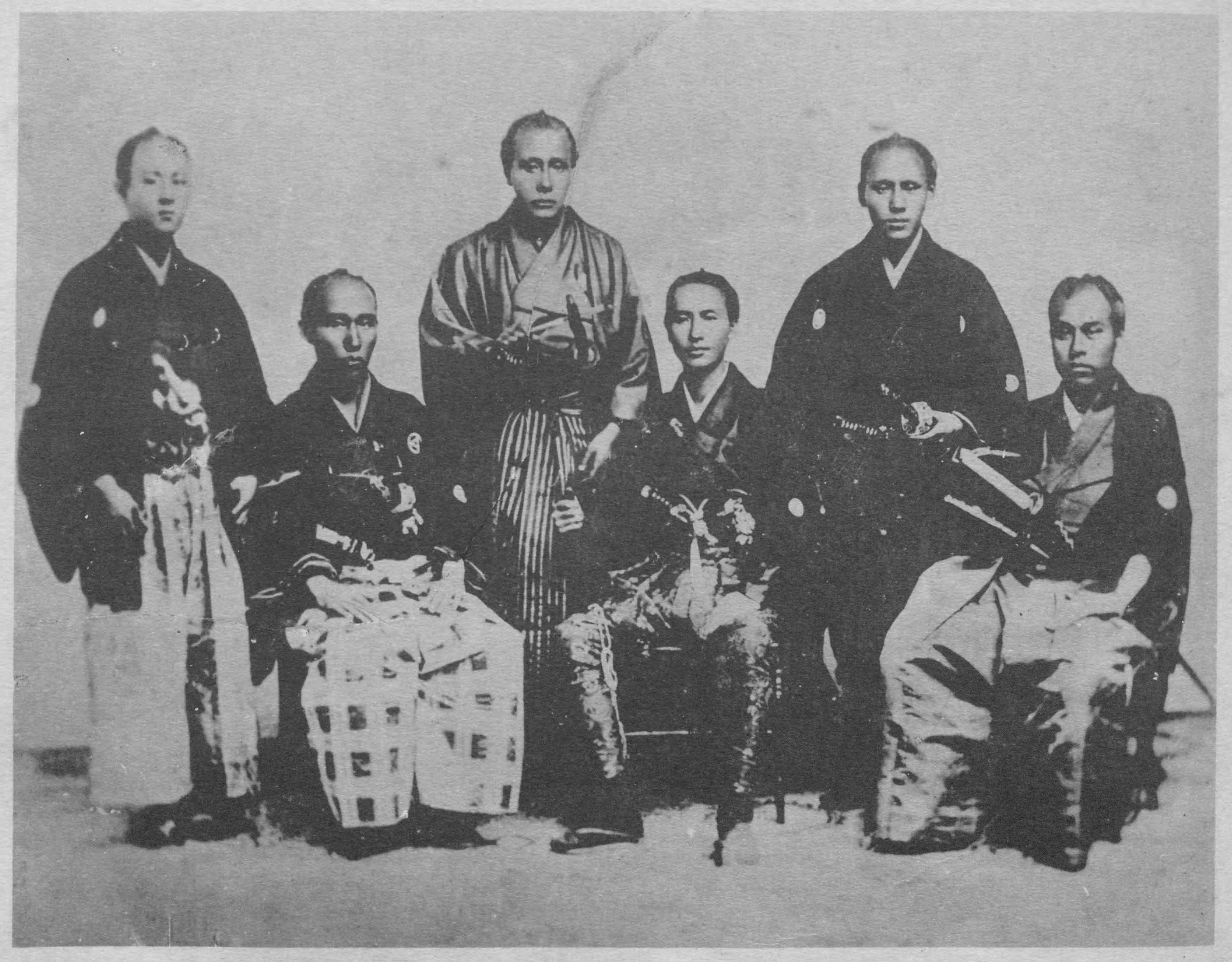
Żeglarze z Kanrin Maru, członkowie delegacji japońskiej do Stanów Zjednoczonych (1860). Yukichi Fukuzawa siedzi po prawej stronie

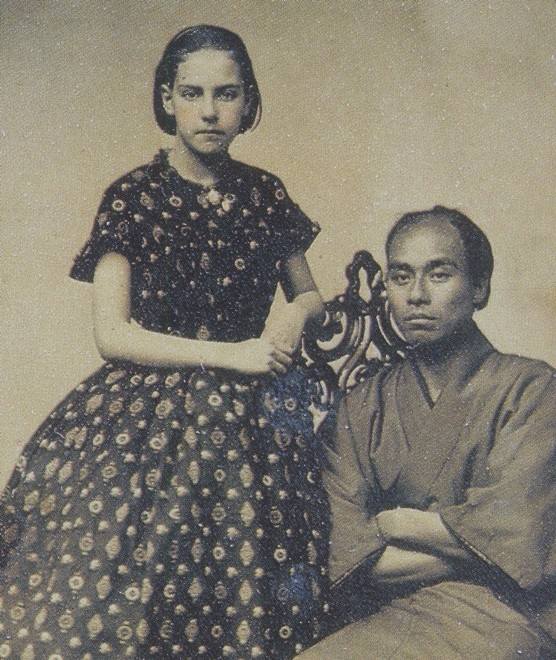
Yukichi Fukuzawa z Theodorą Alice w San Francisco, 1860 r.

Po powrocie Fukuzawa został oficjalnym tłumaczem siogunatu. Krótko po tym wydał swoją pierwszą publikację, słownik japońsko-angielski, tłumaczony ze słownika chińsko-angielskiego, który nazwał „Kaei Tsūgo”. W 1862 r. odwiedził Europę jako jeden z dwóch tłumaczy w czterdziestoosobowej misji wysłanej przez siogunat. Rozmowy prowadzone były w Anglii, Francji, Holandii, Prusach i Rosji. Trwało to prawie cały rok.
Informacje zdobyte podczas podróży zaowocowały słynną pracą Seiyō-jijō („Stosunki w świecie zachodnim”), którą opublikował w dziesięciu tomach w latach: 1867, 1868 i 1870. Opisywała ona zachodnią kulturę, technikę i obyczaje w prosty, łatwy do zrozumienia sposób. Szybko stała się bestsellerem. Niedługo po tym został uznany za czołowego eksperta w dziedzinie Zachodu. Postanowił, że jego misją życiową będzie edukowanie swoich rodaków w nowych kierunkach myślowych, które zaowocują wzmocnieniem Japonii i uchronią ją przed europejskim imperializmem.

## Praca

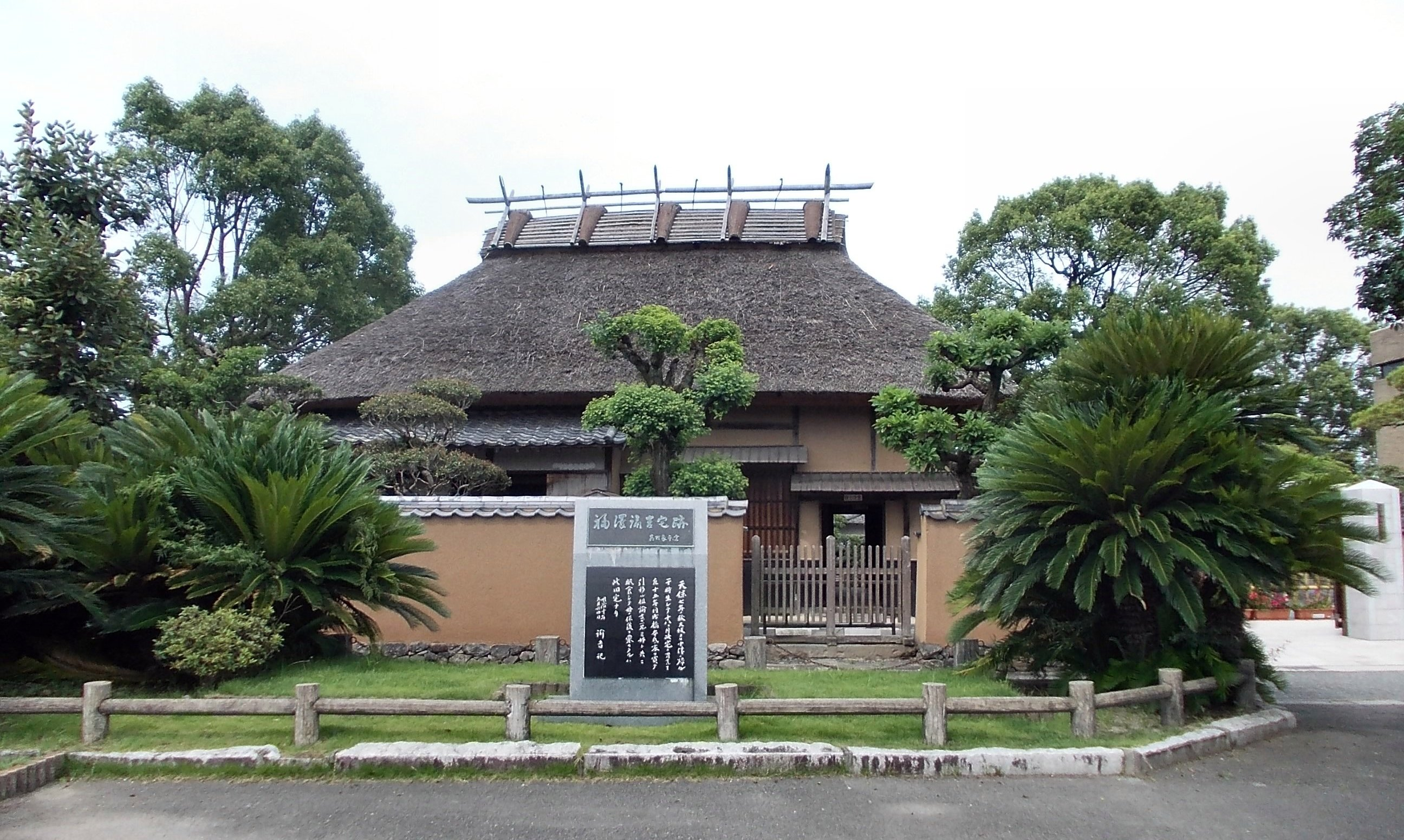
Dom Fukuzawy w Nakatsu

Twórczość Fukuzawy była jego największym wkładem w okres Meiji. Reprezentował nurt oświeceniowy i pozytywistyczny w literaturze japońskiej pierwszego dwudziestolecia (1868–1890) ery Meiji.
W latach 1872–1876 opublikował siedemnaście tomów Gakumon-no susume („Popieranie nauki”). Podkreślił w nich wagę zrozumienia reguł równouprawnienia i edukacji jako klucza do potęgi. Wspierał edukację; ufundował jeden z największych japońskich uniwersytetów, prestiżowy Keiō Gijuku, znany dzisiaj jako Uniwersytet Keiō. Wierzył we wzmacnianie rozumu poprzez edukację i studia. Jeden z najczęściej czytanych w owym czasie jego artykułów nosił tytuł Datsu-A Ron, przetłumaczony jako „Opuścić Azję”.
W tomach Gakumon no susume bronił swojej głównej zasady „niepodległości narodu, poprzez niepodległość osoby”. Za osobę niepodległą uważał taką, która nie musi polegać na sile innej osoby. Miał nadzieję, że taką postawą społeczną zaszczepi w Japończykach poczucie własnej siły i przez to stworzy naród gotowy do rywalizacji z innymi. Wiedział, że społeczeństwa zachodnie stały się potężne w stosunku do innych narodów właśnie przez edukację, indywidualizm, konkurencję i wymianę pomysłów.
Fukuzawa opublikował wiele wpływowych rozpraw i krytyk. Jedną z ważniejszych była opublikowana w 1875 r. Bunmeiron-no gairyaku („Zarys teorii cywilizacji”). Zawarł w niej swoje poglądy na temat cywilizacji. Według niego, cywilizacje są zależne zarówno od czasu i okoliczności, jak i od porównania. Na przykład Chiny były stosunkowo dobrze rozwinięte w stosunku do kolonii w Afryce, a narody europejskie stały na najwyższym poziomie w tamtym czasie.
Wiele poglądów Fukuzawy podzielali jego koledzy (około 30 osób) z grupy myślicieli o nazwie Meirokusha (Stowarzyszenie Szóstego Roku Ery Meiji, 1873–1875). Inspiratorem działalności tego stowarzyszenia był Arinori Mori (1847–1889), myśliciel i polityk, który pełnił także funkcje państwowe. Członkowie grupy spotykali się dwa razy w miesiącu, aby dyskutować o wszystkich problemach nurtujących japońską inteligencję. Wszyscy ci ludzie przyczynili się do ukształtowania nowożytnej Japonii. Ich organem prasowym było polemiczne czasopismo Meiroku Zasshi. Autorzy – zgodnie z hasłem „cywilizacji i oświecenia” (bunmei-kaika) – głosili w nim tak śmiałe poglądy, że po 43. numerze rząd zakazał jego publikacji. Fukuzawa, jako jeden z głównych głosicieli tego hasła, przystosowywał zachodnie koncepcje na użytek Japończyków i przekonywał społeczeństwo do reform. Uważał, że ruch w kierunku cywilizacji i oświecenia powinien oznaczać pościg za wiedzą i prawością. Różnica między silnym i słabym, małym i dużym wynika tylko z różnicy w ich wiedzy i wykształceniu. Uważał także, że Japonia nie powinna polegać tylko na imporcie zagranicznych towarów i broni, ale na rozwoju wiedzy i tworzeniu przedsiębiorstw na niej bazujących.

## Krytyka
Fukuzawa był później krytykowany za wspieranie japońskiego imperializmu swoją pracą Datsu-A Ron („Opuścić Azję”), opublikowaną w 1885 r., oraz za wspieranie pierwszej wojny chińsko-japońskiej (1894–1895). Jednak Datsu-A Ron było właściwie odpowiedzią na porażkę Korei, która podjęła próby przeprowadzenia reform. Działania te wspierał, zapraszając młodych, koreańskich arystokratów do swojej szkoły. Praca została opublikowana jako wycofanie się z tego wsparcia. Pomoc, której udzielał, nigdy nie miała doprowadzić do całkowitej niezależności półwyspu, a jedynie wprowadzić Koreę pod jeszcze większy wpływ Japonii. Demonstracją tego były walki o władzę, toczone w Korei przez Koreańczyków wspieranych przez Fukuzawę i Cesarską Armią Japońską podczas pierwszej wojny chińsko-japońskiej.
Entuzjazm Fukuzawy do wspierania pierwszej wojny chińsko-japońskiej miał wiele wspólnego z jego opinią na temat planu modernizacji. Jak wielu członków rządu, wierzył on, że unowocześnienie Azji może być dokonane jedynie przy użyciu siły. Uważał, że Chiny znajdujące się pod jarzmem zacofanej władzy, nie będą mogły przeprowadzić reform o własnych siłach. Podczas wojny nadal praktykowano tam zwyczaj krępowania stóp kobiet, opium sprzedawane było na ulicach, a skorumpowani urzędnicy nie mogli poradzić sobie z zagranicznymi wpływami. Chiny wyprzedawały ważne gałęzie przemysłu narodowego, żeby spłacić zagraniczne długi. Japończycy widzieli także swoje poniżenie ze strony zachodnich mocarstw. Aby uniknąć losu Chin, Fukuzawa dążył z jednej strony do demonstrowania sprawności japońskiej armii, a z drugiej – do zmiany nastawienia opinii publicznej na Zachodzie i zmuszenia jej do rewizji swoich poglądów na temat traktowania Japonii. Dlatego też Fukuzawa widział w krajach azjatyckich zarówno zagrożenie, jak i szansę.
Fukuzawa napisał w Datsu-A Ron: „Moim zdaniem, te dwa kraje (Chiny i Korea) nie mogą przetrwać jako kraje niepodległe pod nawałnicą wpływów zachodnich na Wschodzie (...) Działania prawego człowieka nie mają żadnego wpływu, jeżeli żyje on w sąsiedztwie miasta, gdzie mieszkają ludzie znani ze swej głupoty, samowoli, okrucieństwa i samolubności. Wszystkie czyny, których się podejmie, będą zawsze przyćmione i pogrzebane przez ohydę jego sąsiadów”.